# 圣索沃尔 (多米尼克)
圣索沃尔（Saint Sauveur或San Sauveur）是加勒比海岛国多米尼克东海岸的一个村庄。由圣大卫区负责管辖，位于古德霍普和小苏弗里耶尔之间，靠近大马里戈特湾，2001年人口169人。